# Скорцару-Векі
Скорцару-Векі (рум. Scorțaru Vechi) — село у повіті Бреїла в Румунії. Входить до складу комуни Тудор-Владіміреску.
Село розташоване на відстані 156 км на північний схід від Бухареста, 16 км на захід від Бреїли, 135 км на північний захід від Констанци, 31 км на південний захід від Галаца.

## Населення
За даними перепису населення 2002 року у селі проживали 1110 осіб. Усі жителі села рідною мовою назвали румунську.
Національний склад населення села:
| Національність | Кількість осіб | Відсоток |
| -------------- | -------------- | -------- |
| румуни         | 1096           | 98,7%    |
| цигани         | 14             | 1,3%     |